# Bolsa de Valores de Lima

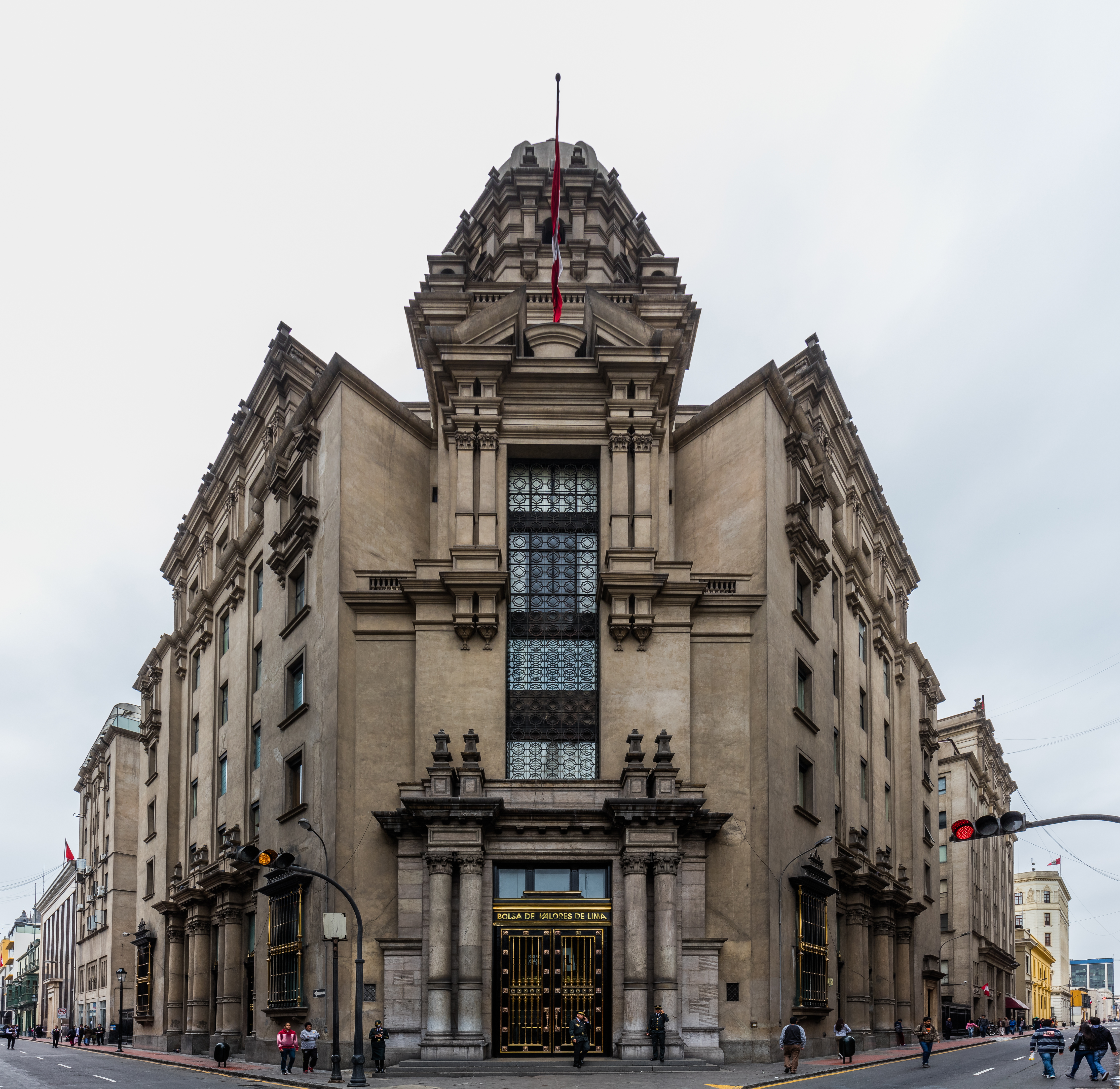
Bolsa de Valores, Lima.

A Bolsa de Valores de Lima (também conhecida pela sigla BVL) é a bolsa de valores peruana, localizada em Lima. A bolsa possui alguns indices, sendo o mais importante o IGBVL (Indice Geral Bolsa de Valores) um índice ponderado de valor que acompanha o desempenho das maiores e mais negociadas ações na Bolsa.

## Relacionados
- S&P 40 América Latina